# Bosque estatal de Aguirre
El Bosque estatal de Aguirre es un bosque de 2393 acres (9,68 kilómetros cuadrados) organizado como parque natural en el municipio de Guayama en la costa sur de Puerto Rico. Se compone principalmente de manglares y bosques inundables y limita con Reserva nacional de investigación del estuario de la Bahía de Jobos. El Bosque estatal de Aguirre es propiedad y está mantenido por el Departamento de Recursos Naturales y Ambientales del Estado libre asociado de Puerto Rico.